# Carlo Carlini
Pour les articles homonymes, voir Carlini.
Carlo Carlini, né le 20 février 1929 à Rome, est un directeur de la photographie italien.

## Biographie
D'abord premier assistant opérateur sur cinq films sortis entre 1947 et 1949 (le dernier étant Au-delà des grilles de René Clément), Carlo Carlini est ensuite chef opérateur sur quatre-vingt-quinze films (majoritairement italiens ou en coproduction) de 1949 à 1988, auxquels s'ajoute le documentaire Ce monde interdit de Fabrizio Gabella (1963).
Parmi ses films notables, mentionnons L'Homme de ma vie de Guy Lefranc (coproduction franco-italienne, 1952, avec Madeleine Robinson et Jeanne Moreau), Le Général Della Rovere de Roberto Rossellini (1959, avec Vittorio De Sica et Hannes Messemer), Don Camillo Monseigneur de Carmine Gallone (1961, avec Fernandel et Gino Cervi), Cran d'arrêt de Duccio Tessari (1971, avec Helmut Berger et Giancarlo Sbragia), ou encore Eugenio de Luigi Comencini (1980, coproduction franco-italienne, avec Carole André et Bernard Blier).
À la télévision italienne, il est directeur de la photographie sur la mini-série documentaire L'Âge du fer de Renzo et Roberto Rossellini (1964), puis lors de l'émission La Corrida (it) (1986).
En 1964, Carlo Carlini obtient une nomination au Ruban d'argent de la meilleure photographie pour Le Procès des doges de Duccio Tessari (1963, avec Jacques Perrin et Michèle Morgan).

## Filmographie partielle
(comme directeur de la photographie, sauf mention contraire)

### Cinéma

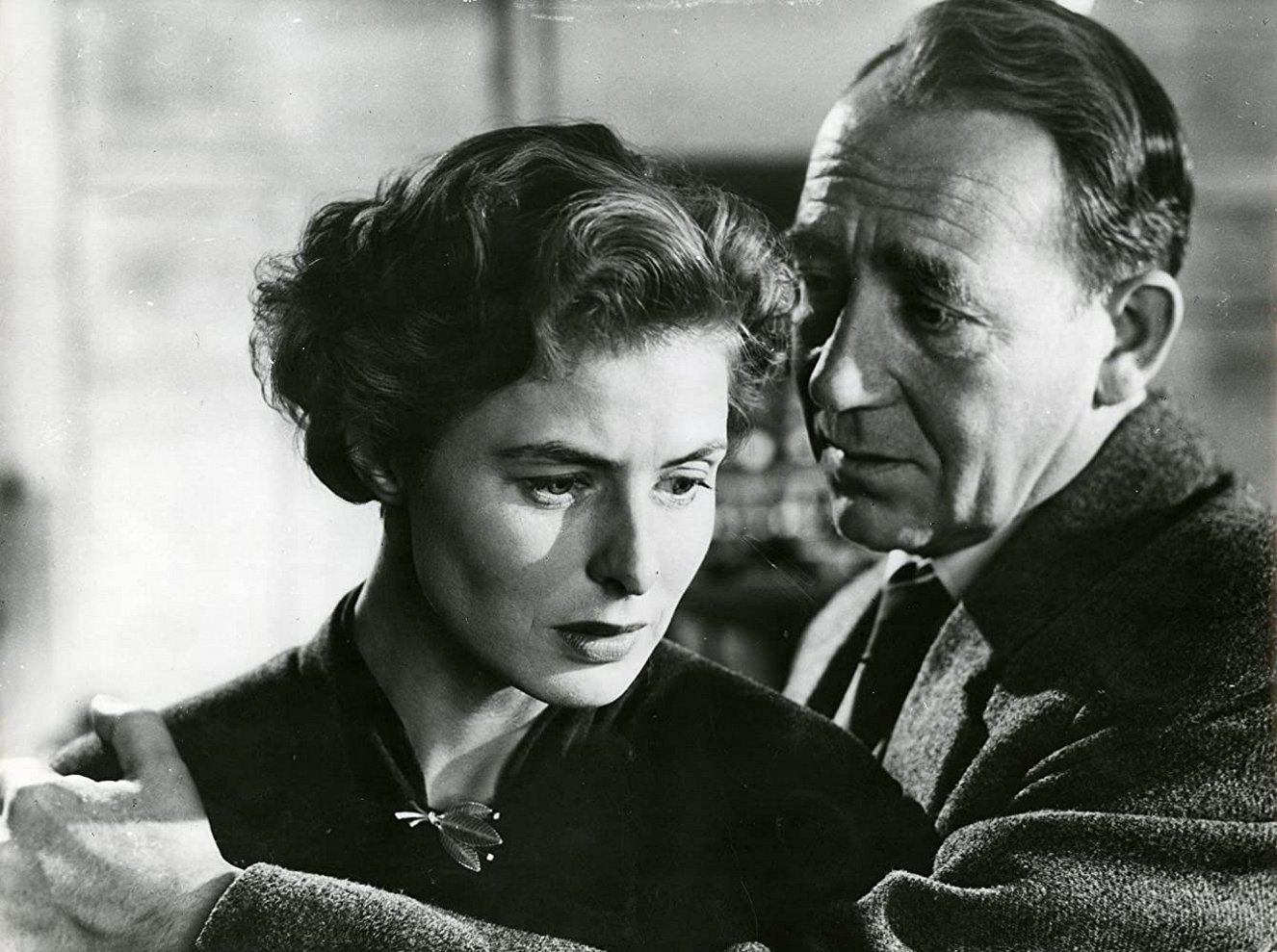
La Peur (1954),
avec Ingrid Bergman et Mathias Wieman

Le Général Della Rovere (1959),
avec Hannes Messemer et Vittorio De Sica

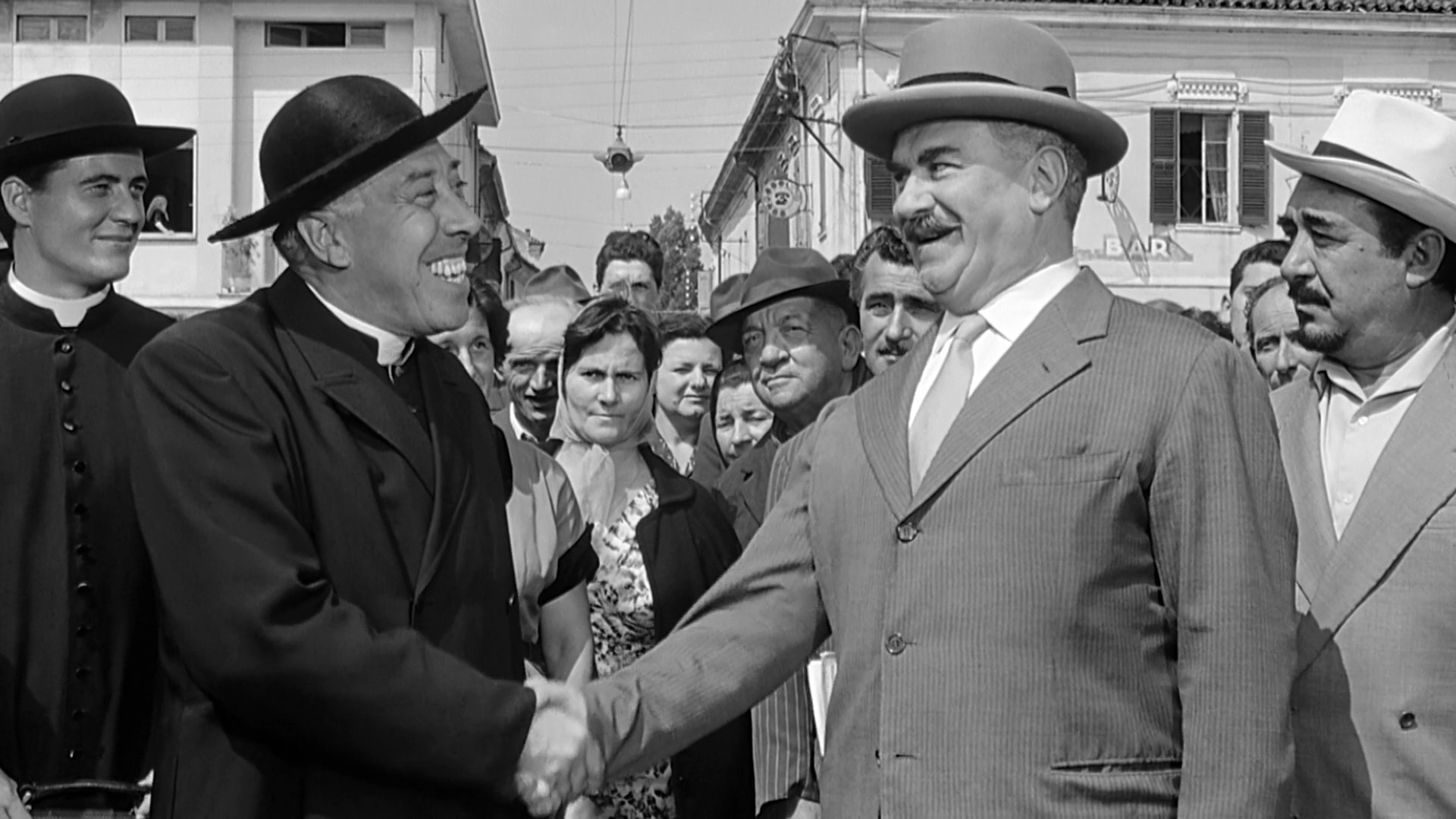
Don Camillo Monseigneur (1961),
avec Fernandel et Gino Cervi

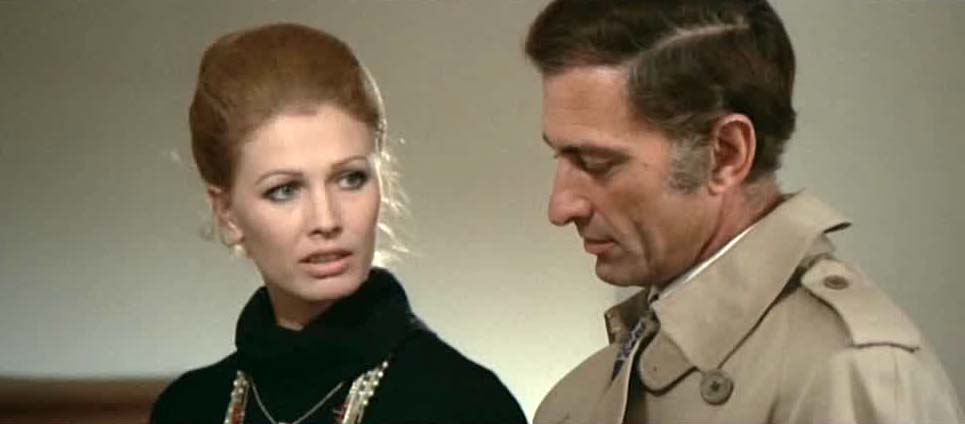
Cran d'arrêt (1971),
avec Evelyn Stewart et Silvano Tranquilli

- 1947 : Chasse tragique (Caccia tragica) de Giuseppe De Santis (premier assistant opérateur)
- 1949 : Cagliostro (Black Magic) de Gregory Ratoff (premier assistant opérateur)
- 1949 : Au-delà des grilles (Le mura di Malapaga) de René Clément (premier assistant opérateur)
- 1950 : Il sentiero dell'odio de Sergio Grieco
- 1951 : Trieste mia! de Mario Costa
- 1952 : L'Homme de ma vie de Guy Lefranc
- 1952 : Viva il cinema! de Giorgio Baldaccini et Enzo Trapani
- 1953 : Les Vitelloni (I vitelloni) de Federico Fellini
- 1953 : Chansons, chansons, chansons (Canzoni, canzoni, canzoni) de Domenico Paolella
- 1953 : Il n'est jamais trop tard (Non è mai troppo tardi) de Filippo Walter Ratti
- 1954 : La Peur (Angst) de Roberto Rossellini
- 1954 : La strada de Federico Fellini
- 1954 : Gran varietà de Domenico Paolella
- 1955 : La Veine d'or (La vena d'oro) de Mauro Bolognini
- 1955 : Prisonniers du mal (Prigionieri del male) de Mario Costa
- 1956 : Una pelliccia di visone de Glauco Pellegrini
- 1957 : Souvenirs d'Italie (Souvenir d'Italie) d'Antonio Pietrangeli
- 1957 : Marisa (Marisa la civetta) de Mauro Bolognini
- 1958 : Les Époux terribles (Nata di marzo) d'Antonio Pietrangeli
- 1959 : Le Fils du corsaire rouge (Il figlio del corsaro rosso) de Primo Zeglio
- 1959 : Le Général Della Rovere (Il generale Della Rovere) de Roberto Rossellini
- 1959 : Débrouillez-vous ! (Arrangiatevi) de Mauro Bolognini
- 1959 : Les Surprises de l'amour (Le sorprese dell'amore) de Luigi Comencini
- 1960 : La Charge de Syracuse (L'assessio di Siracusa) de Pietro Francisci
- 1960 : Les Évadés de la nuit (Era notte a Roma) de Roberto Rossellini
- 1960 : La Grande Pagaille (Tutti a casa) de Luigi Comencini
- 1961 : Hercule à la conquête de l'Atlantide (Ercole alla conquista di Atlantide) de Vittorio Cottafavi
- 1961 : Don Camillo Monseigneur (Don Camillo monsignore... ma non troppo) de Carmine Gallone
- 1962 : Les Années rugissantes (Gli anni ruggenti) de Luigi Zampa
- 1962 : Il était trois flibustiers (I moschettieri del mare) de Steno et Massimo Patrizi
- 1962 : Les Amours difficiles (L'amore difficile, film à sketches) de Nino Manfredi et autres
- 1962 : Carmen 63 (Carmen di Trastevere) de Carmine Gallone
- 1963 : Ce monde interdit (Questo mondo prohibito, documentaire) de Fabrizio Gabella
- 1963 : Le Procès des doges (Il fornaretto di Venezia) de Duccio Tessari
- 1965 : Les Plaisirs dangereux (Una voglia da morire) de Duccio Tessari
- 1965 : Agent 3S3, passeport pour l'enfer (Agente 3S3 : Passaporto per l'inferno) de Sergio Sollima
- 1966 : Amore all'italiana (film à sketches) de Steno
- 1966 : Un certain Monsieur Bingo (Requiem per un agente segreto) de Sergio Sollima
- 1966 : Agent 3S3, massacre au soleil (Agente 3S3, massacro al sole) de Sergio Sollima
- 1966 : Nos maris (I nostri mariti, film à sketches), segment Le Mari de Roberta (Il marito di Roberta) de Luigi Filippo D'Amico
- 1966 : Colorado (La resa dei conti) de Sergio Sollima
- 1967 : La mort était au rendez-vous (Da uomo a uomo) de Giulio Petroni
- 1967 : Les Chiens verts du désert (Attentato ai tre grandi) d'Umberto Lenzi
- 1968 : Le Bâtard (I bastardi) de Duccio Tessari
- 1968 : Ciel de plomb (... E per tetto un cielo di stelle) de Giulio Petroni
- 1970 : On ne greffe pas que les cœurs... (Il trapianto) de Steno
- 1971 : Comment entrer dans la mafia (Cose di Cosa Nostra) de Steno
- 1971 : Cran d'arrêt (Una farfalla con le ali insanguinate) de Duccio Tessari
- 1973 : La Police au service du citoyen (La polizia è al servizio del cittadino ?) de Romolo Guerrieri
- 1973 : Les Enfants de chœur (Gli eroi) de Duccio Tessari
- 1973 : Les Diablesses (La morte negli occhi del gatto) d'Antonio Margheriti
- 1974 : Pour aimer Ophélie (Per amare Ofelia) de Flavio Mogherini
- 1974 : Un citoyen se rebelle (Il cittadino si ribella) d'Enzo G. Castellari
- 1975 : Frissons d'horreur (Macchie solari) d'Armando Crispino
- 1975 : Black Emanuelle (Emanuelle nera) de Bitto Albertini
- 1976 : Culastrisce nobile veneziano de Flavio Mogherini
- 1977 : L'Affaire de la fille au pyjama jaune (La ragazza dal pigiamo giallo) de Flavio Mogherini
- 1978 : Le braghe del padrone de Flavio Mogherini
- 1979 : Une langouste au petit-déjeuner (Aragosta a colazione) de Giorgio Capitani
- 1979 : Tutti a squola de Pier Francesco Pingitore
- 1980 : Eugenio (Voltati Eugenio) de Luigi Comencini
- 1980 : Le Coq du village (Fico d'India) de Steno
- 1987 : Cartes postales d'Italie (Cartoline italiane) de Memè Perlini

### Télévision (intégrale)
- 1964 : L'Âge du fer (L'età del ferro) de Renzo et Roberto Rossellini (mini-série documentaire)
- 1986 : La Corrida (it) (La Corrida - Dilettanti allo sbaraglio) (émission télévisée)

## Distinction
- 1964 : Nomination au Ruban d'argent de la meilleure photographie (catégorie couleur), pour Le Procès des doges.